# Morten Heiberg (historiker)
 Der er flere personer med dette navn, se Morten Heiberg.
Morten Rievers Heiberg (født 23. januar 1971) er en dansk historiker.
Han er professor ved Københavns Universitet.
Heiberg er cand.mag. i spansk og italiensk (1997) og har en ph.d. fra Københavns Universitet i 2002. Hans ph.d. bar titlen Franco and Mussolini. Men who Would be Emperors. The Spanish Civil War and the Fascist Struggle for Supremacy.
Med Manuel Ros Agudo udgav han i 2006 den spansk-sprogede bog La trama oculta de la guerra civil : Los servicios secretos de Franco 1936-1945 om Spaniens efterretningstjenestes historie op til og under Anden Verdenskrig.
Heiberg var ansat ved PET-kommissionen (2006-2009).
Han forfattede kommissionens beretning bind 3 (Regeringserklæringen og PET's registreringer på det politiske område 1968-1989), bind 5 (Stay-Behind og Firmaet) og bind 13 (KGB's kontakt- og agentnet i Danmark). Heibergs arbejde blev kritiseret fra flere[kilde mangler] sider, bl.a. for at udelade centrale dokumenter, lave cirkelslutninger og for manglende metodisk grundighed.
Sammen med to andre historikere fra PET-kommissionen, Regin Schmidt og Rasmus Mariager, har han skrevet bogen PET: Historien om Politiets Efterretningstjeneste fra den kolde krig til krigen mod terror.
Mellem 2011 og 2012 var han ansat ved Dansk Institut for Internationale Studier (DIIS).
Han modtog Dronning Margrethe ll’s Videnskabspris i 2018.